# راهبک کلاه‌حنایی
راهبک کلاه‌حنایی (نام علمی: Nonnula ruficapilla)، یک گونه از پرندگان نزدیک گنجشک‌سان از خانواده پفی‌مرغان (Bucconidae) (شامل پفی‌مرغ‌ها، راهبک‌ها و مرغ‌های راهبه) است که در بولیوی، برزیل و پرو یافت می‌شود.